# تسوخت (إيسافن)
تسوخت هي إحدى مشيخات المملكة المغربية، تتبع جغرافيا لإقليم طاطا وإداريًا لإيسافن. يقدر عدد سكانها بـ 1050 نسمة حسب الإحصاء الرسمي للسكان والسكنى لسنة 2004.